# Batalla de Kandahar (1880)
La Batalla de Kandahar, el 1 de septiembre de 1880, fue el último gran conflicto de la segunda guerra anglo-afgana. La batalla en el sur de Afganistán se libró entre las fuerzas británicas al mando de Frederick Roberts y las fuerzas de Afganistán dirigidas por Ayub Khan. Terminó con una victoria británica decisiva, habiendo infligido casi 3000 bajas en total a los afganos derrotados.

## Preludio

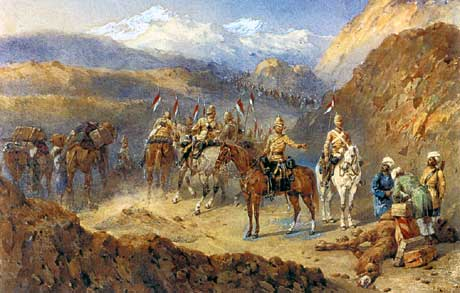
9th Lanceros en la línea de marcha de Kabul a Kandahar, por Caton Woodville (1856-1927)

Tras la desastrosa derrota en Maiwand, los restos del ejército del general Burrows, agotados por la batalla, iniciaron la retirada de 45 millas hacia la ciudad de Kandahar. Los irregulares locales armados, el agotamiento y la sed contribuyeron a la ruptura de la disciplina de la columna, y si no fuera por la acción de la retaguardia de Capitán Slade, muchos menos habrían llegado al refugio de la ciudad:
Por toda la extensión del desierto se ven hombres de dos y tres en retirada. Los camellos han arrojado sus cargas; los hombres enfermos, casi desnudos, están a horcajadas en burros, mulas y camellos; los portadores han arrojado sus dhoolies (palanquíns) y han dejado a los heridos a su suerte. Los cañones y los carruajes están atestados de heridos indefensos que sufren las torturas de los condenados; los caballos cojean con feas heridas y los hombres presionan ansiosamente hacia la retaguardia con la esperanza de encontrar agua. Se ven hordas de jinetes irregulares entre nuestros animales de equipaje, reduciendo implacablemente a nuestros hombres y saqueando. Sólo unos pocos permanecen con el brigadier Burrows para tratar de convertir la huida en una retirada ordenada. – Captain Slade.
De los aproximadamente 2.500 soldados británicos e indios en Maiwand, algo más de 960 sucumbieron en la batalla o en la posterior retirada. Sólo 161 de los heridos llegaron a la ciudadela de Kandahar.

### El sitio de Kandahar
Los restos de la columna rezagada llegaron a Kandahar el día 28, lo que elevó el número de la guarnición a 4.360 personas; la población afgana de 12 000 personas se vio obligada a abandonar la ciudad. Con el abandono de los acantonamientos, toda la guarnición se retiró tras los muros de la ciudad fortificada y organizó los preparativos para su defensa. Estas defensas incluían la mejora de las comunicaciones a lo largo de las murallas de la ciudad, el taponamiento de las brechas, la construcción de plataformas para los cañones y la colocación de obstáculos de alambre fuera de las murallas para enredar al enemigo. Los afganos estaban decididos a acosar y dificultar los preparativos de los defensores en todo momento.
El 8 de agosto, Ayub Khan, vencedor en Maiwand, abrió fuego sobre la ciudadela desde la colina del Picquet, al noroeste de la ciudad; unos días más tarde, otros cañones dispararon desde los pueblos de Deh Khoja y Deh Khati, al este y al sur. Un intento de neutralizar la aldea de Deh Khoja, dirigido por Brigadier-General Brooke el día 16, resultó infructuoso. Durante la retirada, tanto Brooke como el capitán Cruickshank cayeron, sumándose a un total de más de 100 bajas.

### Relief column
El desastre de Maiwand había alterado los planes militares para la evacuación de la guarnición de Kabul de Afganistán.
...la cuestión actual es el alivio de Kandahar y la derrota de Ayub. Tengo una buena fuerza lista para el trabajo, y Bobs iría al mando de ella. – General Donald Stewart, Kabul.
El 'Bobs' en cuestión, General Roberts, dirigiría personalmente una división desde Kabul para rectificar la reciente calamidad y aliviar la ciudad sitiada de Kandahar. También se dispuso que General Phayre marcharía desde Quetta en el norte de la India con la misma intención, y que el general Stewart procedería a evacuar el resto de la guarnición de vuelta a la India, tal y como se había previsto inicialmente. El Virrey de Afganistán fue informado de que Roberts marcharía el 8 de agosto con la expectativa de llegar a Kandahar el 2 de septiembre.
De los 10.000 hombres bajo el mando de Robert, algo más de 2800 eran europeos. Debido al implacable terreno del país afgano y a la necesidad de velocidad, se ordenó a todas las tropas que viajaran ligeras (20-30 libras de equipo por soldado) y, de forma controvertida, no se utilizó ningún transporte con ruedas, siendo los cañones de montaña de 6 y 9 libras la única artillería. Se utilizarían 8.500 mulas, burros y ponis para transportar los principales suministros.
La marcha de Kabul a Kandahar es de aproximadamente 320 millas (aunque la ruta elegida a través del Valle de Logar no era la más corta, la tierra fértil del valle complementaría sus suministros). El ejército pagó por todo lo que tomó a lo largo de la marcha, incluido el grano, los animales frescos e incluso la leña; los afganos locales estaban más que encantados de hacer trueques con las tropas.
La parada en Ghazni resultó ser breve; la columna volvió a partir muy temprano en la fresca mañana del día 16. Al final del día de marcha, a primera hora de la tarde, las temperaturas habían superado los 100 °F con muy poca sombra; los pies doloridos y la constante escasez de agua se sumaban a la extrema incomodidad.
"El método de marcha que se puso en práctica no es fácil de describir; combinaba el extremo de la libertad de movimiento con paradas cuidadosamente reguladas, y el control más estricto en cada parte de la columna; empleaba la inteligencia individual de cada hombre que componía las masas en movimiento, y pedía a todos que se esforzaran en superar las dificultades de la marcha, en soportar su extraordinario trabajo, y en ayudar a la realización del objeto en cuestión." – General Chapman. 